# Hypaedalea viridis
Hypaedalea viridis är en fjärilsart som beskrevs av Clark 1936. Hypaedalea viridis ingår i släktet Hypaedalea och familjen svärmare. Inga underarter finns listade i Catalogue of Life.